# 泽尔莫·比蒂
小泽尔莫·比蒂（英語：Zelmo Beaty Jr.，1939年10月25日—2013年8月27日），美国NBA联盟职业篮球运动员。他在1962年的NBA选秀中第1轮第3顺位被圣路易斯鹰选中。